# Simón Bolívar (Anzoátegui)
Simón Bolívar é um município da Venezuela localizado no estado de Anzoátegui.
A capital do município é a cidade de Barcelona.